# Додескаден
Додескаден је јапански филм из 1970. године који је режирао Акира Куросава.